# Neustadt-Gogoliner Eisenbahn
Die Neustadt-Gogoliner Eisenbahn-Gesellschaft (NGE) betrieb eine normalspurige Nebenbahn von 42 Kilometern Länge, die von der Kreisstadt Neustadt in Oberschlesien am Fuße der böhmischen Randgebirge in nordöstlicher Richtung zur Oder bei Krappitz im Kreis Oppeln führte und nach Überquerung des Flusses den Endbahnhof Gogolin im Kreis Groß Strehlitz erreichte.

## Geschichte
Am 7. Oktober 1895 gründete der Eisenbahnunternehmer Friedrich Lenz die Neustadt-Gogoliner Eisenbahn-Gesellschaft (NGE).
Sie verband zwei Staatsbahnstrecken, die von der Oberschlesischen Eisenbahn-Gesellschaft errichtet worden waren, nämlich die Strecken Neiße–Neustadt–Kosel–Gleiwitz (1876) und Oppeln–Gogolin–Ratibor (1845).
Der erste Abschnitt von Neustadt bis Zülz nahm den Betrieb am 22. Oktober 1896 auf, der zweite bis Gogolin folgte am 4. Dezember 1896. Die Betriebsführung der Bahn übernahm die Firma Lenz & Co GmbH, die in Zülz eine Bahnverwaltung einrichtete. Dieses Unternehmen war eine Tochter der AG für Verkehrswesen (AGV), die bis 1945 fast 100 % der Aktien der NGE besaß. Neben der Beförderung landwirtschaftlicher Produkte war für den Güterverkehr vor allem die Papierfabrik in Krappitz bedeutsam. Beide Faktoren machten die NGE zu einer der erfolgreichsten Bahnen des Lenz-Konzerns.
Der Fahrzeugpark bestand 1939 aus 6 Dampflokomotiven, 14 Personen-, 4 Pack- und 51 Güterwagen.
Nach Ende des Zweiten Weltkrieges übernahm die Polnische Staatsbahn die Strecke in ihr Netz. Der Personenverkehr ist seit 1991 eingestellt. Die Oderüberquerung ist außer Betrieb. Die Strecke ist mithin nur noch zwischen Krapkowice/Krappitz und Prudnik/Neustadt befahrbar, wo sie gerade (2016) aufwändig mit komplettem Oberbau für den militärischen Güterverkehr erneuert wird.

## Strecke
- 0,0 Neustadt (Oberschlesien)
- 3,1 Leuber (Oberschlesien)
- 6,4 Neuhof bei Neustadt (Oberschlesien)
- 10,5 Zülz (Oberschlesien)
- 15,4 Krobusch (Krähenbusch)
- 17,8 Lonschnik (Wiesengrund)
- 19,6 Moschen (Oberschlesien)
- 22,1 Zellin (Oberschlesien)
- 26,5 Klein Strehlitz
- 29,6 Dobrau (Oberschlesien) (Burgwasser)
- 32,7 Steblów (Krapkowice) (Stöblau)
- 35,5 Krappitz
- 37,1 Ottmuth
- 41,6 Gogolin